# Маштафаров, Александр Викторович
Алекса́ндр Ви́кторович Маштафа́ров (20 сентября 1945, Москва — 30 июля 2015, Москва) — советский и российский археограф, генеалог, научный сотрудник Российского государственного архива древних актов (1970—1980 и 1991—2009), многолетний автор «Православной энциклопедии».

## Биография
В 1964 году поступил на исторический факультет МГУ имени М. В. Ломоносова, который окончил в 1970 году, после чего сразу был принят в ЦГАДА. Здесь проявилась его склонность к источниковедческому исследованию на фундаменте кропотливой проработки библиографии. Он работал в отделе информации, научного использования и публикации документов ЦГАДА, большинство сотрудников которого занимались ответами на «запросы» — письма преимущественно по краеведческой и генеалогической тематике. Тогда же определилась сфера его научных интересов — источники
по истории церквей и монастырей XV—XVIII веков. Он блестяще изучил архив, стал знатоком состава и содержания его документов.
Уже в 1974 году он опубликовал неизвестную вологодскую грамоту XV века. Тогда же он начал составление библиографии по истории церквей и монастырей, разыскивая публикации документов в сотнях томов региональных изданий — губернских и епархиальных ведомостях, трудах местных учёных, архивных комиссий и тому подобных изданий. В поисках источников А. В. Маштафаров начал ездить по провинциальным архивам и музеям, преимущественно Владимирской, Тверской, Вологодской, Рязанской, Ярославской областей.
В 1980 году перешёл на работу в Инюрколлегию СССР, где занимался выяснениями степеней родства для установления порядка наследования имущества в СССР или за рубежом. В 1991 году вернулся в ЦАГДА (с 2000 года — РГАДА), начав работу в отделе Научно-справочного аппарата. Как писал историк М. Ю. Катин-Ярцев: «В то время А. В. Маштафаров крайне неохотно публиковал собранные материалы. Хотя и было что, и мог. Но — не хотел. Почему? Похоже, в его цель не входило донесение до сонма читателей новой информации. В ответ на недоуменные вопросы отвечал: „Не хочу метать бисер перед свиньями“. Возможно, он испытывал наслаждение от чистой науки, от получения сокровенного знания. Не стремился к славе, благосостоянию, местечку в „индексе цитирования“. Дальнейшая судьба собственных открытий была ему неважна».
И всё же ряд открытий А. В. Маштафарова увидели свет благодаря тому, что в 1990-х годах А. В. Антонов, организовал сборник «Русский дипломатарий», собрав вокруг себя группу источниковедов. Он убедил участвовать в издании и А. В. Маштафарова. Уже 1-й выпуск «Русского дипломатария» принёс сенсацию — А. В. Маштафаров опубликовал духовную грамоту Ивана Юрьевича Шигоны Поджогина, видного политического деятеля начала XVI в., приближенного великого князя Василия III. Затем последовала серия публикаций документов кашинского Сретенского монастыря XV — начала XVII века, муромских монастырей и церквей XVI—XVII века, суздальских архиерейского дома и Покровского девичьего монастыря XV — начала XVII века, Описи архива Кирилло-Белозерского монастыря с XIV века до 1591 года Антонов и Маштафаров также готовили к изданию каталоги актов монастырей и соборов. В 1990-х годах появился ряд исследований А. В. Маштафарова и в других изданиях. Благодаря этому он выдвинулся в первые ряды открывателей-археографов, вводя в научный оборот уникальные источники русского Средневековья и раннего Нового времени.
C 2004 году включился в группу, готовящую серию справочников «Каталог писцовых книг Русского государства». В 3-м выпуске каталога («Писцовые книги Восточного Замосковья». М., 2007) он не только полностью написал 4 раздела по разным уездам, включая сложнейший Владимирский уезд, но и курировал всю работу по идентификации церквей и монастырей, упоминаемых в документах. Он же консультировал вопросы, связанные с монастырями, и в 4-м выпуске — «Писцовых книгах Верхнего Заволжья» (М., 2010). Он был единственным сотрудником этого довольно большого коллектива, который не нуждался в техническом редакторе.
Активно сотрудничал с «Православной энциклопедией», издававшейся с 2000 года. А. В. Маштафаров оказался для издания незаменимым специалистом по истории монастырей и храмов, автором подробнейших документированных статей об их основании, строительстве, игуменах и насельниках, землевладении, промыслах, библиотеках, архивах, учебных заведениях. В энциклопедии было опубликовано 64 статьи А. В. Маштафарова, большинство которых основано на новом материале и изрядно дополнило имевшиеся знания о данных темах. Некоторые из статей писались исследователем по следам научных дискуссий, в соавторстве. Активно сотрудничал с журналом «Вестник церковной истории».
19 марта 2008 года Патриарх Московский и всея Руси Алексий II наградил Александра Викторовича орденом святителя Макария III степени.
В 2009 году вследствие болезни был вынужден уйти из РГАДА. До самого конца жизни был полон творческих планов, продолжал упорно и плодотворно работать несмотря на тяжёлую болезнь. В его архиве хранилось много скопированных источников, которые он предполагал издать. Скончался 30 июля 2015 года в Москве. Похоронен на Калитниковском кладбище.

## Публикации
археографические публикации
- Вологодская грамота XV в. // Советские архивы. 1974. — № 6. — С. 103—104.
- Документы ЦГАДА по истории Куликовской битвы // Советские архивы. 1980. — № 5. — С. 35—39.
- Духовная Ивана Юрьевича Поджогина 1514 г. // Русский дипломатарий. — Вып. 1. — М., 1997. — C. 25—37.
- Жалованные грамоты кремлевского Архангельского собора 1463—1605 года // Русский дипломатарий. — Вып. 2. — М., 1997. — C. 23—51.
- Кашинский Сретенский монастырь в документах XV — начала XVII в. // Русский дипломатарий. — Вып. 3. — М., 1998. — C. 45—61.
- Вновь открытые монастырские акты XV — начала XVII века // Русский дипломатарий. — Вып. 4. — М., 1998. — С. 36—52.
- Старицкие монастыри в документах XVI века // Русский дипломатарий. — Вып. 4. — М., 1998. — С. 129—151.
- Итоги и перспективы издания документов Иосифо-Волоколамского мон-ря до нач. XVII в. // История Волоколамского края и перспективы «Золотого наследия Руси». 1999. — С. 54-59
- Суздальский владычный дом в документах XVI — начала XVII в. // Русский дипломатарий. — Вып. 5. — М., 1999. — С. 75—94.
- Данная княгини Фетиньи // Русский дипломатарий. — Вып. 6. — М., 2000. — С. 3—4.
- Муромские монастыри и церкви в документах XVI—XVII вв. // Русский дипломатарий. — Вып. 6. — М., 2000. — С. 43—89.
- Опись архива Кирилло-Белозерского монастыря 1591 года // Русский дипломатарий. — Вып. 7. — М., 2001. — С. 359—366.
- Вотчинные архивы нижегородских духовных корпораций конца XV — начала XVII в. // Русский дипломатарий. — Вып. 7. — М., 2001. — С. 415—480 (в соавторстве с А. В. Антоновым).
- Вкладная кормовая книга Михаило-Архангельского монастыря г. Юрьева-Польского XVI — 1-й четв. XVII вв.: Введ., коммент. и текст // RM. 2001. — T. 10. — Fasc. 1. — С. 224—233;
- Явочные челобитные 1568—1612 гг. из архива суздальского Покровского девичьего монастыря // Русский дипломатарий. — Вып. 9. — М., 2003. — С. 273—338.
- Об архиве Суздальского Покровского девичьего монастыря XV — начала XVII в. // Русский дипломатарий. — Вып. 10. — М., 2004. — С. 272—334.
- Арсений Елассонский, архиепископ Суздальский и Тарусский в 1615—1625 гг. // Арсений Елассонский, архиепископ Суздальский: Сборник научных статей / Сост. А. А. Тенеткина. — Владимир, 2008. — С. 78-84.
- Воспоминания И. М. Картавцевой об архиепископе священномученике Петре (Звереве) // Вестник церковной истории. 2008. — № 3 (11). — С. 153—176.
- Синодик Благовещенского собора Московского Кремля // Вестник церковной истории. 2009. — № 1/2 (13/14). — С. 11-25.
- «Предисловие во книгу Синодик о пособии мертвым» — малоизвестный литературный памятник конца XVII в. // Вестник церковной истории. 2009. — № 3/4 (15/16). — С. 307—318.
- Картавцов И. М. Летний день в Выковке при жизни бабушки // Русская усадьба: сборник Общества изучения русской усадьбы — 2009. — Вып. 15 (31). — С. 475—500
- Воспоминания И. М. Картавцевой о паломнических поездках в Оптину пустынь (1917—1923 гг.) // Вестник церковной истории. 2010. — № 1/2 (17/18). — С. 128—144.
- Картавцов И. М. Памятные встречи… // Библиография: научный журнал по библиографоведению, книговедению и библиотековедению. — 2012 — № 6 (383). — С. 63—73.
- Синодик Коневского Богородицкого Рождественского монастыря XVI в. // Вестник церковной истории. 2014. — № 3/4 (35/36). — С. 5-30.

статьи в «Православной энциклопедии»
- Арсений Элассонский // Православная энциклопедия. — М., 2001. — Т. III : Анфимий — Афанасий. — С. 442—446. — 40 000 экз. — ISBN 5-89572-008-0. (в соавторстве с Б. Н. Флорей и В. И. Вахриной).
- Архангельский собор // Православная энциклопедия. — М., 2001. — Т. III : Анфимий — Афанасий. — С. 489-495. — 40 000 экз. — ISBN 5-89572-008-0. (часть статьи)
- Благовещенский собор // Православная энциклопедия. — М., 2002. — Т. V : Бессонов — Бонвеч. — С. 275—293. — 39 000 экз. — ISBN 5-89572-010-2. (в соавторстве с А. Л. Баталовым, И. Я. Качаловой, И. А. Журавлевой, Е. А. Моршаковой).
- Боголюбский в честь явления Боголюбской иконы Божией Матери (Рождества Богородицы) монастырь // Православная энциклопедия. — М., 2002. — Т. V : Бессонов — Бонвеч. — С. 465—471. — 39 000 экз. — ISBN 5-89572-010-2..
- Бояре // Православная энциклопедия. — М., 2003. — Т. VI : Бондаренко — Варфоломей Эдесский[англ.]. — С. 131-133. — 39 000 экз. — ISBN 5-89572-010-2. (в соавторстве с Б. Н. Флорей)
- Владимирская область // Православная энциклопедия. — М., 2005. — Т. IX : Владимирская икона Божией Матери — Второе пришествие. — С. 61-64. — 39 000 экз. — ISBN 5-89572-015-3. (в соавторстве с Е. А. Агеевой, А. В. Кузьминым, В. М. Некрасовым)
- Владимирская и Суздальская епархия // Православная энциклопедия. — М., 2005. — Т. IX : Владимирская икона Божией Матери — Второе пришествие. — С. 38-61. — 39 000 экз. — ISBN 5-89572-015-3. (в соавторстве со священником Сергием Мининым, Н. Э. Куприяновой).
- Владимирский Алексиевский (Новоалексиевский) в честь Боголюбской Иконы Божией Матери мужской монастырь // Православная энциклопедия. — М., 2005. — Т. IX : Владимирская икона Божией Матери — Второе пришествие. — С. 67-68. — 39 000 экз. — ISBN 5-89572-015-3.
- Владимирский во имя великомученика Георгия Победоносца мужской монастырь // Православная энциклопедия. — М., 2005. — Т. IX : Владимирская икона Божией Матери — Второе пришествие. — С. 68-69. — 39 000 экз. — ISBN 5-89572-015-3.
- Владимирский в честь Рождества Пресвятой Богородицы мужской монастырь // Православная энциклопедия. — М., 2005. — Т. IX : Владимирская икона Божией Матери — Второе пришествие. — С. 69-76. — 39 000 экз. — ISBN 5-89572-015-3. (в соавторстве с Т. П. Тимофеевой).
- Владимирский Золотоворотский в честь Преображения Господня мужской монастырь // Православная энциклопедия. — М., 2005. — Т. IX : Владимирская икона Божией Матери — Второе пришествие. — С. 76-78. — 39 000 экз. — ISBN 5-89572-015-3.
- Владимирский Княгинин в честь Успения Пресвятой Богородицы женский монастырь // Православная энциклопедия. — М., 2005. — Т. IX : Владимирская икона Божией Матери — Второе пришествие. — С. 78-83. — 39 000 экз. — ISBN 5-89572-015-3. (в соавторстве с А. Л. Баталовым).
- Волосов во имя Святителя Николая Чудотворца женский монастырь // Православная энциклопедия. — М., 2005. — Т. IX : Владимирская икона Божией Матери — Второе пришествие. — С. 274-275. — 39 000 экз. — ISBN 5-89572-015-3. (в соавторстве с А. А. Туриловым)
- Вязниковская Казанская икона Божией Матери // Православная энциклопедия. — М., 2005. — Т. X : Второзаконие — Георгий. — С. 143-144. — 39 000 экз. — ISBN 5-89572-016-1.
- Вязниковский в честь Благовещения Пресвятой Богородицы женский монастырь // Православная энциклопедия. — М., 2005. — Т. X : Второзаконие — Георгий. — С. 144—146. — 39 000 экз. — ISBN 5-89572-016-1.
- Вязниковский в честь Введения во Храм Пресвятой Богородицы женский монастырь // Православная энциклопедия. — М., 2005. — Т. X : Второзаконие — Георгий. — С. 146-147. — 39 000 экз. — ISBN 5-89572-016-1.
- Вятская и Слободская епархия // Православная энциклопедия. — М., 2005. — Т. X : Второзаконие — Георгий. — С. 148-164. — 39 000 экз. — ISBN 5-89572-016-1. (часть статьи; в соавторстве с С. А. Шиховым и священником Андрей Дудин)
- Галактион // Православная энциклопедия. — М., 2005. — Т. X : Второзаконие — Георгий. — С. 289-291. — 39 000 экз. — ISBN 5-89572-016-1.
- Вязниковское викариатство // Православная энциклопедия. — М., 2005. — Т. X : Второзаконие — Георгий. — С. 147-148. — 39 000 экз. — ISBN 5-89572-016-1.
- Геннадий // Православная энциклопедия. — М., 2005. — Т. X : Второзаконие — Георгий. — С. 604-605. — 39 000 экз. — ISBN 5-89572-016-1.
- Герасим // Православная энциклопедия. — М., 2006. — Т. XI : Георгий — Гомар. — С. 155. — 39 000 экз. — ISBN 5-89572-017-X.
- Горицкий в честь Воскресения Господня женский монастырь // Православная энциклопедия. — М., 2006. — Т. XII : Гомельская и Жлобинская епархия — Григорий Пакуриан. — С. 112—118. — 39 000 экз. — ISBN 5-89572-017-X. (в соавторстве с Е. Р. Стрельниковой, Е. Э. Спрингис).
- Гороховецкий во имя Святой Троицы и Святителя Николая Чудотворца мужской монастырь // Православная энциклопедия. — М., 2006. — Т. XII : Гомельская и Жлобинская епархия — Григорий Пакуриан. — С. 143-145. — 39 000 экз. — ISBN 5-89572-017-X.
- Гороховецкий в честь Сретения Владимирской иконы Божией Матери женский монастырь // Православная энциклопедия. — М., 2006. — Т. XII : Гомельская и Жлобинская епархия — Григорий Пакуриан. — С. 145—147. — 39 000 экз. — ISBN 5-89572-017-X.
- Гороховецкий Красногривский в честь иконы Божией Матери «Знамение» женский монастырь // Православная энциклопедия. — М., 2006. — Т. XII : Гомельская и Жлобинская епархия — Григорий Пакуриан. — С. 147—148. — 39 000 экз. — ISBN 5-89572-017-X.
- Гороховецкий Cергиев во имя Великомученика Георгия Победоносца мужской скит // Православная энциклопедия. — М., 2006. — Т. XII : Гомельская и Жлобинская епархия — Григорий Пакуриан. — С. 148-149. — 39 000 экз. — ISBN 5-89572-017-X.
- Григорий, Евфросиния, Артемий и Димитрий // Православная энциклопедия. — М., 2006. — Т. XII : Гомельская и Жлобинская епархия — Григорий Пакуриан. — С. 719-720. — 39 000 экз. — ISBN 5-89572-017-X.
- Давидова в честь Вознесения Господня мужская пустынь // Православная энциклопедия. — М., 2006. — Т. XIII : Григорий Палама — Даниель-Ропс. — С. 595-598. — 39 000 экз. — ISBN 5-89572-022-6. (в соавторстве с И. А. Волковым)
- Даниил, Пахомий, Феодосий // Православная энциклопедия. — М., 2007. — Т. XIV : Даниил — Димитрий. — С. 117. — 39 000 экз. — ISBN 978-5-89572-024-0.
- Данилов во имя преподобного Даниила Столпника московский мужской монастырь // Православная энциклопедия. — М., 2007. — Т. XIV : Даниил — Димитрий. — С. 135—149. — 39 000 экз. — ISBN 978-5-89572-024-0. (в соавторстве с Л. А. Беляевым, Л. К. Масиелем Санчесом, Д. Б. Кочетовым и др.).
- Дария (Колтовская) // Православная энциклопедия. — М., 2007. — Т. XIV : Даниил — Димитрий. — С. 199-201. — 39 000 экз. — ISBN 978-5-89572-024-0.
- Димитрий Святославич // Православная энциклопедия. — М., 2007. — Т. XV : Димитрий — Дополнения к „Актам Историческим“. — С. 154-155. — 39 000 экз. — ISBN 978-5-89572-026-4.
- Димитрия Солунского Великомученика собор во Владимире // Православная энциклопедия. — М., 2007. — Т. XV : Димитрий — Дополнения к „Актам Историческим“. — С. 207-218. — 39 000 экз. — ISBN 978-5-89572-026-4. (часть статьи)
- Дмитровский во имя святых Бориса и Глеба мужской монастырь // Православная энциклопедия. — М., 2007. — Т. XV : Димитрий — Дополнения к „Актам Историческим“. — С. 445—449. — 39 000 экз. — ISBN 978-5-89572-026-4. (в соавторстве с А. В. Ягановым, Л. К. Масиелем Санчесом).
- Дмитровское викариатство // Православная энциклопедия. — М., 2007. — Т. XV : Димитрий — Дополнения к „Актам Историческим“. — С. 449-452. — 39 000 экз. — ISBN 978-5-89572-026-4.
- Донская и Новочеркасская епархия // Православная энциклопедия. — М., 2007. — Т. XV : Димитрий — Дополнения к „Актам Историческим“. — С. 667-678. — 39 000 экз. — ISBN 978-5-89572-026-4.
- Дудин Амвросиев во имя святителя Николая Чудотворца мужской монастырь // Православная энциклопедия. — М., 2007. — Т. XVI : Дор — Евангелическая церковь союза. — С. 319—321. — 39 000 экз. — ISBN 978-5-89572-028-8. (в соавторстве с Д. Б. Кочетовым).
- Дуниловский в честь Успения Пресвятой Богородицы женский монастырь // Православная энциклопедия. — М., 2007. — Т. XVI : Дор — Евангелическая церковь союза. — С. 334-337. — 39 000 экз. — ISBN 978-5-89572-028-8.
- Евдокия Александровна // Православная энциклопедия. — М., 2008. — Т. XVII : Евангелическая церковь чешских братьев — Египет. — С. 125—126. — 39 000 экз. — ISBN 978-5-89572-030-1.
- Евдокия Суздальская // Православная энциклопедия. — М., 2008. — Т. XVII : Евангелическая церковь чешских братьев — Египет. — С. 133. — 39 000 экз. — ISBN 978-5-89572-030-1.
- Евфимий // Православная энциклопедия. — М., 2008. — Т. XVII : Евангелическая церковь чешских братьев — Египет. — С. 384-397. — 39 000 экз. — ISBN 978-5-89572-030-1. (часть статьи; в соавторстве с Д. Ю. Кривцовым)
- Евфимиев Суздальский в честь Преображения Господня мужской монастырь // Православная энциклопедия. — М., 2008. — Т. XVII : Евангелическая церковь чешских братьев — Египет. — С. 361—374. — 39 000 экз. — ISBN 978-5-89572-030-1. (в соавторстве с А. Л. Баталовым).
- Евфросиниев Суздальский в честь Положения ризы Пресвятой Богородицы во Влахерне женский монастырь // Православная энциклопедия. — М., 2008. — Т. XVII : Евангелическая церковь чешских братьев — Египет. — С. 494—502. — 39 000 экз. — ISBN 978-5-89572-030-1. (в соавторстве с Л. К. Масиелем Санчесом).
- Евфросиния // Православная энциклопедия. — М., 2008. — Т. XVII : Евангелическая церковь чешских братьев — Египет. — С. 517—526. — 39 000 экз. — ISBN 978-5-89572-030-1. (часть статьи; в соавторстве с Б. М. Клоссом).
- Екатерины великомученицы мужской монастырь // Православная энциклопедия. — М., 2008. — Т. XVIII : Египет древний — Эфес. — С. 214—218. — 39 000 экз. — ISBN 978-5-89572-032-5. (в соавторстве с Л. К. Масиелем Санчесом, Д. Б. Кочетовым).
- Егорьевское викариатство // Православная энциклопедия. — М., 2008. — Т. XVIII : Египет древний — Эфес. — С. 39. — 39 000 экз. — ISBN 978-5-89572-032-5.
- Елевферий // Православная энциклопедия. — М., 2008. — Т. XVIII : Египет древний — Эфес. — С. 279. — 39 000 экз. — ISBN 978-5-89572-032-5.
- Ефрем (Янкович) // Православная энциклопедия. — М., 2008. — Т. XIX : Ефесянам послание — Зверев. — С. 67-69. — 39 000 экз. — ISBN 978-5-89572-034-9. (в соавторстве с иеромонахом Игнатием (Шестаковым))
- Заиконоспасский в честь Нерукотворного образа Спасителя московский мужской монастырь // Православная энциклопедия. — М., 2008. — Т. XIX : Ефесянам послание — Зверев. — С. 522—527. — 39 000 экз. — ISBN 978-5-89572-034-9. (в соавторстве с Л. К. Масиелем Санчесом).
- Жёлтиков (Желтиков) в честь Успения Пресвятой Богородицы мужской монастырь // Православная энциклопедия. — М., 2008. — Т. XIX : Ефесянам послание — Зверев. — С. 159-164. — 39 000 экз. — ISBN 978-5-89572-034-9.
- Житин (Житенный, Житный) Осташковский в честь Смоленской иконы Божией Матери «Одигитрия» женский монастырь // Православная энциклопедия. — М., 2008. — Т. XIX : Ефесянам послание — Зверев. — С. 345—349. — 39 000 экз. — ISBN 978-5-89572-034-9.
- Зарайское викариатство // Православная энциклопедия. — М., 2008. — Т. XIX : Ефесянам послание — Зверев. — С. 638. — 39 000 экз. — ISBN 978-5-89572-034-9.
- Звенигородское викариатство // Православная энциклопедия. — М., 2008. — Т. XIX : Ефесянам послание — Зверев. — С. 744-745. — 39 000 экз. — ISBN 978-5-89572-034-9.
- Золотниковская в честь Успения Пресвятой Богородицы мужская пустынь // Православная энциклопедия. — М., 2009. — Т. XX : Зверин в честь Покрова Пресвятой Богородицы женский монастырь — Иверия. — С. 321-323. — 39 000 экз. — ISBN 978-5-89572-036-3. (в соавторстве с Д. Б. Кочетовым и Л. К. Масиелем Санчесом)
- Зосима // Православная энциклопедия. — М., 2009. — Т. XX : Зверин в честь Покрова Пресвятой Богородицы женский монастырь — Иверия. — С. 342. — 39 000 экз. — ISBN 978-5-89572-036-3.
- Иннокентий (Беда) // Православная энциклопедия. — М., 2009. — Т. XXII : Икона — Иннокентий. — С. 735. — 39 000 экз. — ISBN 978-5-89572-040-0. (в соавторстве с игуменом Дамаскином (Орловским))
- Иов // Православная энциклопедия. — М., 2011. — Т. XXV : Иоанна деяния — Иосиф Шумлянский. — С. 267. — 39 000 экз. — ISBN 978-5-89572-046-2.
- Иов // Православная энциклопедия. — М., 2011. — Т. XXV : Иоанна деяния — Иосиф Шумлянский. — С. 294-295. — 39 000 экз. — ISBN 978-5-89572-046-2.
- Иосиф (Иезекииль) (Курцевич) // Православная энциклопедия. — М., 2011. — Т. XXV : Иоанна деяния — Иосиф Шумлянский. — С. 634-636. — 39 000 экз. — ISBN 978-5-89572-046-2.
- Иустин (Михайлов) // Православная энциклопедия. — М., 2012. — Т. XXVIII : Исторический музей — Йэкуно Амлак. — С. 605-608. — 39 000 экз. — ISBN 978-5-89572-025-7. (в соавторстве с Д. Б. Кочетовым)
- Кашинский в честь Сретения Господня женский монастырь // Православная энциклопедия. — М., 2013. — Т. XXXII : Катехизис — Киево-Печерская икона „Успение Пресвятой Богородицы“. — С. 150-155. — 33 000 экз. — ISBN 978-5-89572-035-6. (в соавторстве с Д. Б. Кочетовым)
- Кидекшинский (Кидекшский) во имя святых мучеников Бориса и Глеба и первомученика Стефана мужской монастырь // Православная энциклопедия. — М., 2013. — Т. XXXII : Катехизис — Киево-Печерская икона „Успение Пресвятой Богородицы“. — С. 634-636. — 33 000 экз. — ISBN 978-5-89572-035-6.
- Киприан Суздальский // Православная энциклопедия. — М., 2013. — Т. XXXIII : Киево-Печерская лавра — Кипрская икона Божией Матери. — С. 694-695. — 33 000 экз. — ISBN 978-5-89572-037-0.
- Киржачский в честь Благовещения Пресвятой Богородицы женский монастырь // Православная энциклопедия. — М., 2014. — Т. XXXIV : Кипрская православная церковь — Кирион, Вассиан, Агафон и Моисей. — С. 133-140. — 33 000 экз. — ISBN 978-5-89572-039-4.
- Клобуков Кашинский во имя Святителя Николая Чудотворца женский монастырь // Православная энциклопедия. — М., 2014. — Т. XXXV : Кириопасха — Клосс. — С. 705-711. — 33 000 экз. — ISBN 978-5-89572-041-7.
- Колоцкий в честь Успения Пресвятой Богородицы женский монастырь // Православная энциклопедия. — М., 2014. — Т. XXXVI : Клотильда — Константин. — С. 432-438. — 29 000 экз. — ISBN 978-5-89572-041-7.
- Корнилий // Православная энциклопедия. — М., 2015. — Т. XXXVIII : Коринф — Крискентия. — С. 84-88. — 33 000 экз. — ISBN 978-5-89572-029-5. (в соавторстве с Е. В. Романенко)
- Космин Яхренский (Яхромский) в честь Успения Пресвятой Богородицы мужской монастырь // Православная энциклопедия. — М., 2015. — Т. XXXVIII : Коринф — Крискентия. — С. 269-279. — 33 000 экз. — ISBN 978-5-89572-029-5.
- Левкиев в честь Успения Пресвятой Богородицы мужской монастырь // Православная энциклопедия. — М., 2015. — Т. XL : Лангтон — Ливан. — С. 338-340. — 33 000 экз. — ISBN 978-5-89572-033-2.
- Левкий // Православная энциклопедия. — М., 2015. — Т. XL : Лангтон — Ливан. — С. 340-341. — 33 000 экз. — ISBN 978-5-89572-033-2. (в соавторстве с Е. В. Романенко)

редакция и составление
- Картавцов И. М. «Тут была подлинная русская жизнь…»: фрагменты воспоминаний / сост.: Г. Д. Злочевский, А. В. Маштафаров — Москва: Минувшее, 2013. — 289 с.
- Згура В. В. Дневниковые записи. 1914—1921 / сост. Г. Д. Злочевский, А. В. Маштафаров — Москва: Минувшее, 2016. — 329 c.
- Акты Покровского суздальского девичьего монастыря XVI — начала XVII века / сост.: А. В. Антонов, А. В. Маштафаров — Москва : Фонд Связь эпох, 2019. — 462 с. — (Акты Российского государства. Государственные и корпоративные архивы России XIII—XVII веков / Рабочая группа при Президенте Российской Федерации по реализации научно-исследовательского и издательского проекта «Акты российского государства, государственные и корпоративные архивы России XIII—XVII веков» Т. 3). — ISBN 978-5-6042329-9-6. — 300 экз.